# Радомир (община)
Вижте пояснителната страница за други значения на Радомир.
Община Радомир се намира в Западна България и е една от съставните общини на област Перник.

## География

### Географско положение, граници, големина
Общината е разположена в югоизточната част на област Перник. Част от нейната територия на запад попада в историко-географската област Краище. С площта си от 540,488 km2 заема 2-ро място сред 6-те общините на областта, което съставлява 22,57% от територията на областта. Границите ѝ са следните:
- на запад – община Земен и община Ковачевци;
- на север и североизток – община Перник;
- на изток – община Самоков, Софийска област;
- на юг – община Дупница и община Бобов дол, област Кюстендил;
- на югозапад – община Кюстендил, област Кюстендил.

### Природни ресурси

#### Релеф
Релефът на община Радомир е твърде разнообразен – ниско планински, хълмист и котловинен. От северозапад на югоизток, на протежение от 34 km се простира Радомирската котловина с площ от 238 km2, което съставлява 44% от територията на общината. Нейната ширина варира от 7 km на югоизток до 22 km на северозапад. Северозападно от село Прибой, в Прибойския пролом на река Струма се намира най-ниската точка на общината – 626 m н.в.
От всички страни Радомирската котловина е оградена от ниски планини. На североизток от нея, до границата с Община Перник се простират югозападните склонове на планината Голо бърдо. Нейният най-висок връх Ветрушка (1158 m) се издига на около 4 km североизточно от град Радомир, на границата с Община Перник.
Североизточно от селата Долна Диканя и Горна Диканя в пределите на община Радомир попадат крайните югозападни, ниски части на планината Витоша. Тук максималната ѝ височина връх Солище (1173,5 m) се намира североизточно от село Горна Диканя. Югоизточно от селата Горна Диканя и Дрен се простират крайните северозападни разклонения на планината Верила, която затваря от югоизток тясната част на Радомирската котловина. Най-високата ѝ точка на територията на общината е връх Градище (1349 m), разположен югоизточно от село Дрен
На юг и югозапад от Радомирската котловина се издигат северните склонове на Конявска планина, която се поделя на четири обособени части. Най-на изток се простират северните и североизточните склонове на Гологлавските височини с връх Манастирище (1094 m) издигащ се южно от село Чуковец. На запад от тях е рида Колош с едноименния си връх (1314 m), разположен южно от село Житуша. Източно и югоизточно от Конявския проход е разположен Централния, най-висок дял на Конявска планина. В него, южно от село Драгомирово се намира най-високата точка на община Радомир – 1189 m н.в. Северозападно от Конявския проход в пределите на общината попадат югоизточните части на Риша планина (крайния северозападен дял на Конявска планина). Тук максималната височина достига 1134 m, разположена северозападно от село Байкалско.
От северозапад Радомирската котловина се загражда от крайните южни части на планината Черна гора. На северозапад от село Копаница височината и достига до 969 m н.в. на територията на община Радомир.

#### Води
Основна водна артерия на община Радомир е река Струма, като в нейните предели протича част от горното ѝ течение. Реката навлиза в общината при Чардакския пролом, който свързва Радомирската котловина на юг с Брезнишката котловина на север. Струма се насочва на юг през Радомирската котловина и минава западно от град Радомир. Северозападно от село Беланица реката остро завива на северозапад и западно от село Прибой навлиза в третия си по ред пролом – Прибойския, намиращ се в най-южната част на планината Черна гора. В пределите на община Радомир попада неговата горна част, която е залята от водите на язовир Пчелина.
През цялата Радомирската котловина, от югоизток на северозапад с цялото си течение (37 km) протича река Арката, първият по-голям ляв приток на Струма. Реката води началото си от крайните северозападни части на планината Верила, протича по южната периферия на Радомирската котловина и източно от село Поцърненци се влива в Струма. Коритото на реката в пределите на котловината е коригирано, като е оградено с диги и водите ѝ масово се използват за напояване на земеделските земи.

## Население

### Етнически състав (2011)
Численост и дял на етническите групи според преброяването на населението през 2011 г.:
|                     | Численост | Дял (в %) |
| Общо                | 20 896    | 100,00    |
| Българи             | 18 487    | 88,47     |
| Турци               | 34        | 0,16      |
| Цигани              | 893       | 4,27      |
| Други               | 30        | 0,14      |
| Не се самоопределят | 164       | 0,78      |
| Неотговорили        | 1288      | 6,16      |

### Населени места
Общината има 32 населени места с общо население 17 238 жители към 7 септември 2021 г.
| Населено място | Население (2021 г.) | Площ на землището km2 | Забележка (старо име) | Населено място | Население (2021 г.) | Площ на землището km2 | Забележка (старо име)           |
| -------------- | ------------------- | --------------------- | --------------------- | -------------- | ------------------- | --------------------- | ------------------------------- |
| Байкалско      | 40                  | 21,076                | Чокльово              | Касилаг        | 44                  | 11,023                | Касилак                         |
| Беланица       | 15                  | 1,804                 | Кошарите              | Кленовик       | 197                 | 10,180                |                                 |
| Бобораци       | 97                  | 7,720                 |                       | Кондофрей      | 139                 | 16,951                |                                 |
| Борнарево      | 43                  | 5,565                 |                       | Копаница       | 127                 | 11,060                |                                 |
| Владимир       | 141                 | 10,380                |                       | Кошарите       | 72                  | 5,053                 |                                 |
| Горна Диканя   | 175                 | 35,004                |                       | Негованци      | 106                 | 8,553                 |                                 |
| Гълъбник       | 205                 | 22,971                | Муси бей              | Николаево      | 44                  | 6,652                 |                                 |
| Дебели лаг     | 153                 | 19,091                | Дебели лак            | Поцърненци     | 77                  | 15,446                |                                 |
| Долна Диканя   | 370                 | 29,795                |                       | Прибой         | 210                 | 15,548                |                                 |
| Долни Раковец  | 322                 | 13,125                |                       | Радибош        | 25                  | 10,829                |                                 |
| Драгомирово    | 15                  | 7,790                 | Ново село             | Радомир        | 11921               | 47,499                |                                 |
| Дрен           | 838                 | 40,887                |                       | Старо село     | 148                 | 15,855                |                                 |
| Друган         | 435                 | 29,790                |                       | Стефаново      | 412                 | 31,394                |                                 |
| Жедна          | 84                  | 10,417                |                       | Углярци        | 31                  | 15,439                |                                 |
| Житуша         | 90                  | 10,586                |                       | Червена могила | 63                  | 8,341                 |                                 |
| Извор          | 491                 | 25,119                |                       | Чуковец        | 108                 | 17,545                |                                 |
|                |                     |                       |                       | ОБЩО           | 17238               | 540,488               | няма населени места без землища |

## Административно-териториални промени
- МЗ № 2820/обн. 14.08.1934 г. – преименува с. Муси бей на с. Гълъбник;

– преименува с. Мехмед бей чифлик на с. Петруново;
- МЗ № 2915/обн. 16 януари 1942 г. – признава н.м. Борнарево (от Делибалтин чифлик), н.м. Панзърски чифлик и н.м. Котев чифлик (от Черногорски чифлик) за отделно населено място – с. Борнарево;
- Указ № 131/обн. 14.03.1950 г. – преименува с. Ново село на с. Драгомирово;
- Указ № 334/обн. 13.07.1951 г. – преименува с. Чокльово на с. Байкалско;
- Указ № 28/обн. 01.02.1952 г. – заличава селата Кошарите и Петруново и ги присъединява като квартали на с. Беланица;
- Указ № 317/обн. 13.12.1955 г. – признава м. Владимир за с. Владимир;

– заличава с. Търновец (Търновец чифлик) и го присъединява като квартал на с. Извор;
– признава н.м. Мутишов чифлик за отделно населено място – с. Николаево;
– заличава с. Калугерски чифлик (Калугер чифлик) и го присъединява като квартал на с. Поцърненци;
– признава м. Старо село за с. Старо село;
– обединява селата Горни Раковец и Проваленица в едно ново населено място – с. Стефаново;
– признава м. Червена могила за с. Червена могила;
- през 1956 г. – уточнено е името на с. Дебели лак на с. Дебели лаг без административен акт;
- Указ № 183/обн. 14.05.1957 г. – заличава с. Канджулица и го присъединява като квартал на с. Извор;
- през 1965 г. – осъвременено е името на с. Касилак на с. Касилаг без административен акт;
- Указ № 881/обн. 30.11.1965 г. – обединява селата Житуша и Кленовик в едно ново населено място – с. Колош;
- Указ № 757/обн. 08.05.1971 г. – обединява махалите Грамаде и Опалово в едно ново васелено място – с. Друган;
- Указ № 45/обн. 20 януари 1978 г. – заличава с. Върба и го присъединява като квартал на гр. Радомир;
- Указ № 2932/обн. 30.09.1983 г. – отдела селата Егълница, Калище, Ковачевци, Косача, Лобош, Ракиловци, Светля, Сирищник и Слатино и техните землища от община Радомир и ги включва в новосъздадената община Ковачевци с административен център с. Ковачевци;
- Указ № 250/обн. 22.08.1991 г. – заличава с. Колош и възстановява селата Житуша и Кленовик като отделни населени места;

– отделя кв. Кошарите от с. Беланица и го възстановява като отделно населено място – с. Кошарите;
- Указ № 92/17.04.1992 г. – преименува с. Беланица на с. Кошарите[3];
- Указ № 23/обн. 15.02.1994 г. – възстановява старото име на с. Кошарите на с. Беланица.

## Транспорт
През общината преминават два участъка от железопътната мрежа на България:
- от север на юг, а след общинския център град Радомир, на югоизток – участък от 28,9 km от трасето на жп линията София – Благоевград – Кулата;
- в западната част на общината – началният участък от 9,9 km от трасето на жп линията Радомир – Кюстендил – Гюешево.

През общината преминават изцяло или частично 8 пътя от Републиканската пътна мрежа на България с обща дължина 132 km:
- участък от 8,1 km от автомагистрала Струма (от km 302,7 до km 310,8)[4];
- участък от 11,8 km от Републикански път I-1 (от km 302,7 до km 314,5)[5];
- участък от 32,4 km от Републикански път I-6 (от km 42,3 до km 74,7);
- началният участък от 9,4 km от Републикански път III-603 (от km 0 до km 9,4);
- целият участък от 11,9 km от Републикански път III-604;
- участък от 17,3 km от Републикански път III-623 (от km 21 до km 38,3);
- последният участък от 27,4 km от Републикански път III-627 (от km 30 до km 57,4);
- целият участък от 16,4 km от Републикански път III-6041.

## Топографска карта
- Лист от карта K-34-58. Мащаб: 1 : 100 000.
- Лист от карта K-34-59. Мащаб: 1 : 100 000.